# 71-409
71-409は、ロシア連邦のウラルトランスマッシュが展開する路面電車車両。車内全体が低床構造となっている、バリアフリーに適した連接式超低床電車である。

## 概要
自走砲などの装甲戦闘車両の生産を主事業としているロシア連邦の重機メーカーであるウラルトランスマッシュは、1997年以降路面電車車両の製造事業に参入し、2000年代以降はバリアフリーに適した超低床電車の製造を行っている。その中で、初めて車内の全てが低床構造となっている100 %超低床電車として開発されたのが71-409である。
片側のみに運転台が設置されている連接車で、台車が設置されていないフローティング車体を挟んだ3車体連接式の編成を組む。台車はウラルトランスマッシュで開発された車軸がない独立車輪式台車が採用され、これにより車内全体の床上高さが370 mmとなっている。主電動機は誘導電動機が用いられており、各車輪の外側、合計8基が設置されている。車内には2 + 1列のクロスシートや4人掛けのロングシート（前後車体、台車上）が存在する他、ベビーカーや車椅子が設置可能なフリースペースもある。また車内外には監視カメラが多数配置されており、安全性の向上が図られている。冷房が完備された運転席は客席から分離されており、運転台に設置されているタッチスクリーンには車両や機器の状態、消費電力が表示される。

## 車種・運用
2020年現在、試作車を含めて71-409は以下の2形式が製造されている。
- 71-409 - 2011年に1両が製造された試作車。エカテリンブルク市電で長期に渡る試運転が行われた後、2014年以降はニジニ・ノヴゴロド市電で営業運転に使用されている[4][6]。
- 71-409-01 - 71-409の改良型車両。後述の71-410（R1）を基に車体設計の変更が行われ、最短3車体、最長9車体まで様々な編成を組むことが可能な構造となっている。また、停電などの非常時には充電池に貯めた電力を用いて短時間の走行が可能である。2015年に開催された「イノプロム-2015（ИННОПРОМ-2015）」で発表され、エカテリンブルク市電を始めとした各地での試運転を経て、2020年現在はカザン市電で3両が使用されている[2][7][8][5][9][10]。

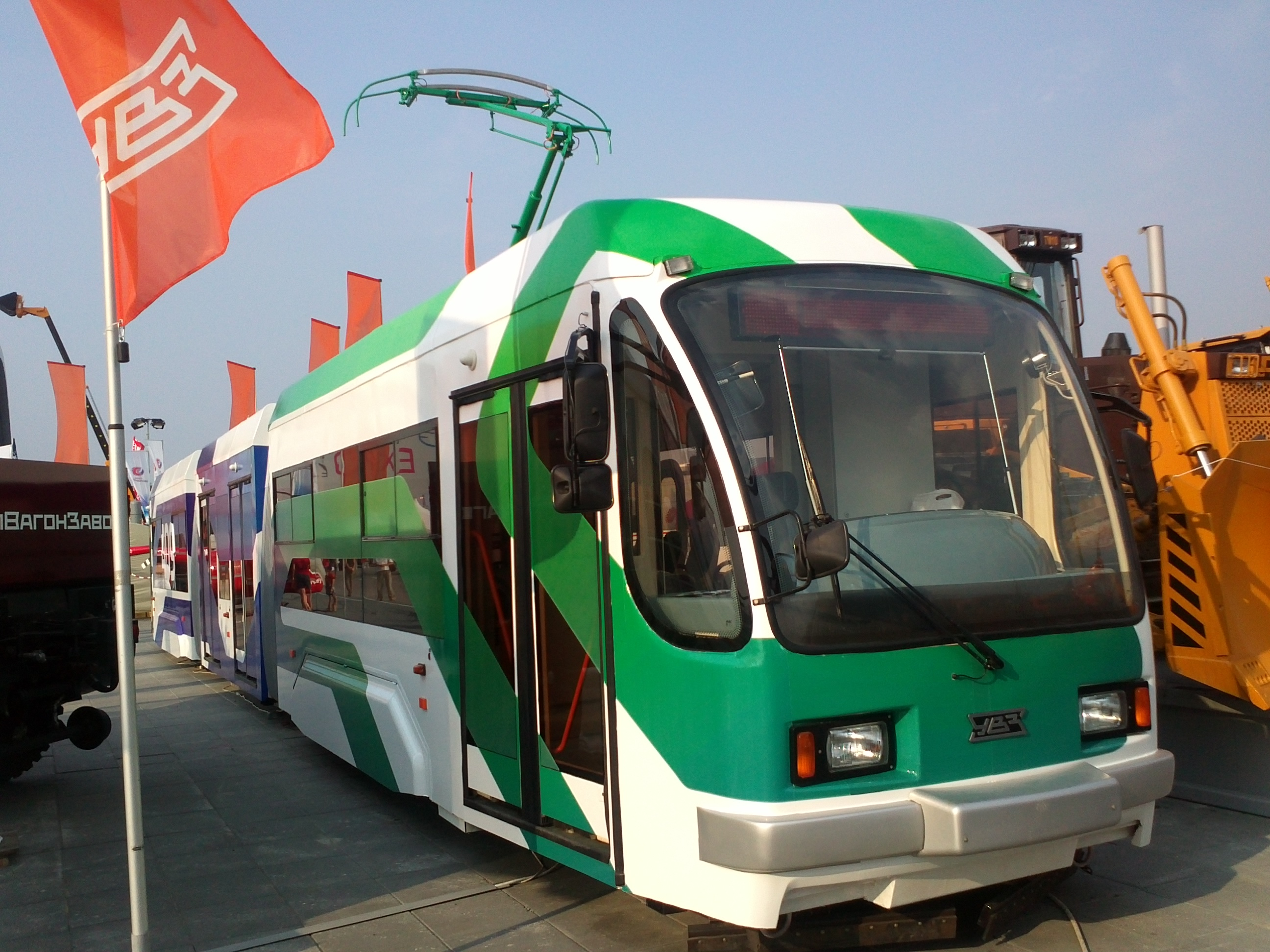
イノプロムに展示された71-409（2012年撮影）
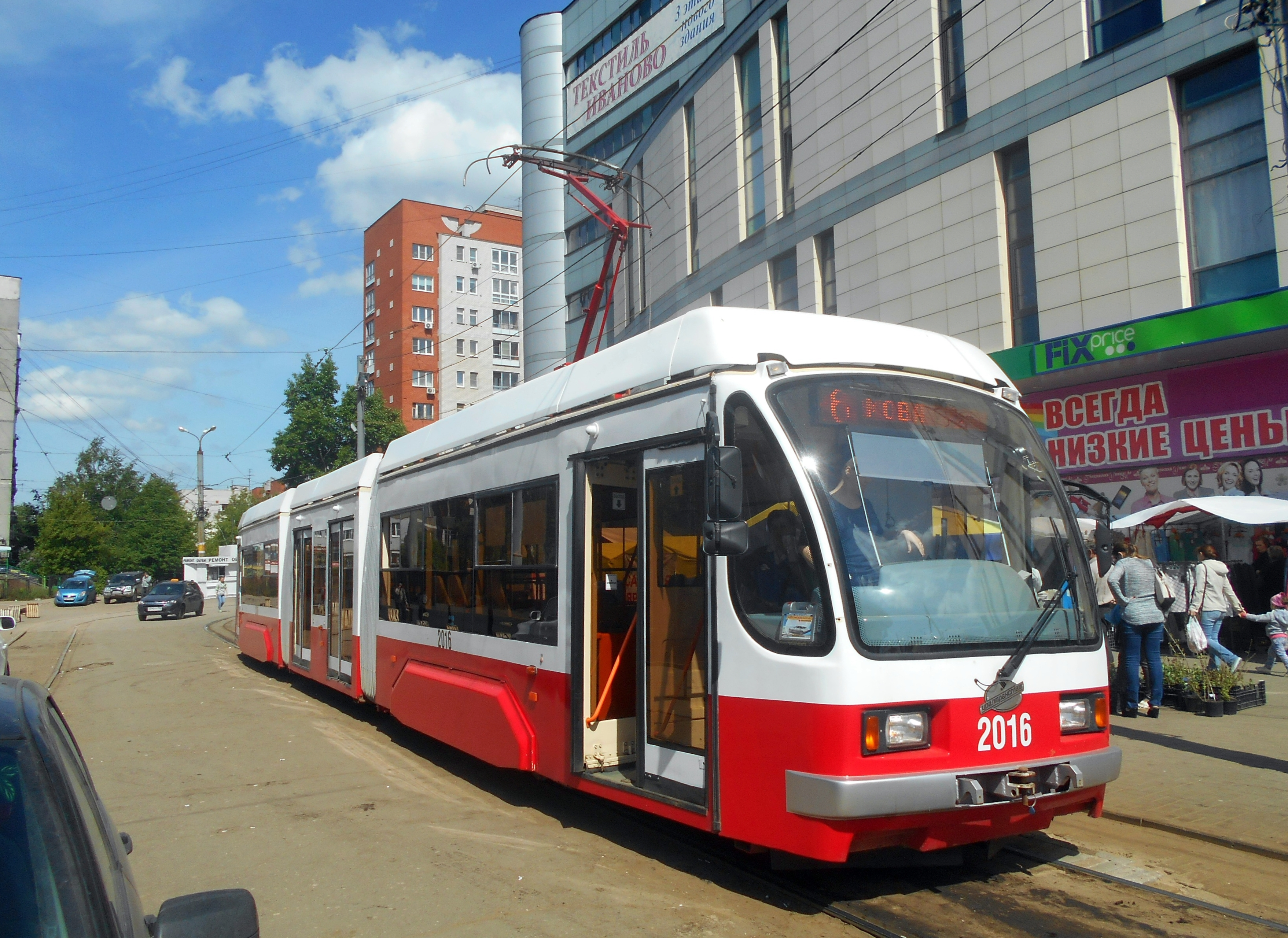
ニジニ・ノヴゴロド市電で使用される71-409（2016年撮影）

## 発展車両
- 71-410（R1） - 2014年に発表された連接車。71-409を基に斬新な車体構造を取り入れたが、その構造の複雑さや製造コストなどの問題から量産には至らなかった[1][6][11]。

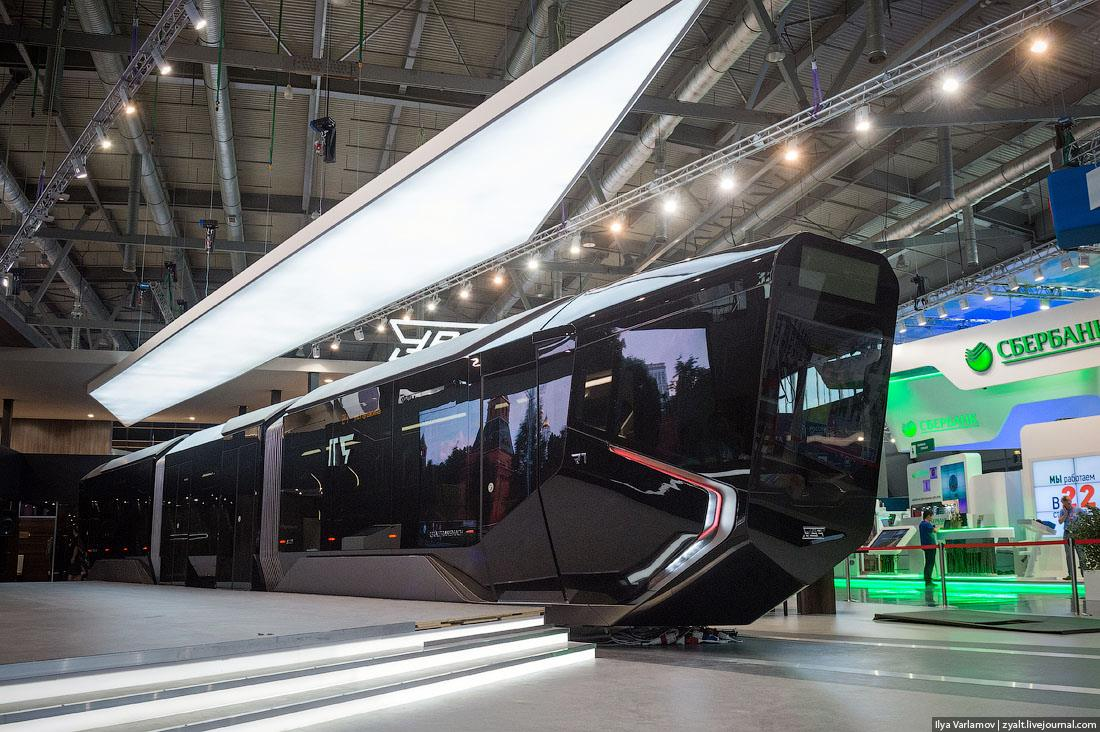
71-410（R1）（2014年撮影）